# Hristina Mikić
Hristina Mikić (Beograd, 1975) univerzitetski je profesor i specijalista za ekonomiku kulture. Profesor je finansija i kreativne ekonomije na Metropolitan Univerzitetu i načelnik odeljenja za istraživanje i razvoj u Institutu za kreativno preduzetništvo i inovacije.

## Biografija
Utemeljivač je ekonomike kulture kao naučne discipline kod nas i u regionalnim okvirima. Savetnik je i konsultant mnogih međunarodnih organizacija u oblasti razvoja kreativnog sektora poput UNESKO Instituta za statistiku, Saveta Evrope, Svetske banke, Evropske komisije, UNDP, Britanskog saveta.
Autor je značajnog broja naučnih radova iz oblasti kreativne ekonomije, finansija i privrednog razvoja. Autor je prve studije o razvojnim doprinosima kreativnih industrija u Srbiji (Britanski Savet, 2006), kao i dve međunarodne publikacije u izdanju UNESKO Instituta za statistiku, Montreal koje se bave komparativnom analizom merenja ekonomskog doprinosa ovog sektora razvoju.

## Zapaženi projekti
Zainteresovana da naučna saznanja implementira u praksi, paralelno sa naučnom karijerom, angažovana je na različitim programima razvoja kreativnog preduzetništva i kreativnih industrija. Mnogi od ovih projekata doživeli su međunarodni uspeh kao eksperimentalni programi izvrsnosti u oblasti kreativnog preduzetništva poput inicijative Kreativno preduzetništvo Srbija koja je bila jedan od pet finalista UNESKO nagrade za kreativnu ekonomiju u 2021. ili pak programa Jačanje kapaciteta lokalnih i regionalnih institucionalnih struktura za razvoj kreativnih industrija u Srbiji koji je izabran kao primer dobre prakse u implementaciji Agende 2030.
Programski je direktor Laboratorije kreativnog preduzetništva – jedinstvenog programa za jačanje kapaciteta u oblasti kreativnog preduzetništva koji je pomogao da više od 235 preduzetnica razvije i ostvari svoje poslovne ideje u oblasti kreativnog sektora. Član je savetodavnog odbora Povelje za fer kulturu, koju je pokrenula Nemačka komisija za saradnju sa UNESKO-m. Rukovodilac je Laboratorije za kreativnu ekonomiju pri Fondaciji za razvoj ekonomske nauke, čiji je osnivač Ekonomski fakultet u Beogradu.
Od 2021. godine direktor je inicijative Kreativno staklo Srbije pionirskog programa koji povezuje industrijsko nasleđe staklarstva, kreativno preduzetništvo i industriju stakla i bavi se primenom koncepta industrije 5.0 u oblasti proizvodnje stakla.

## Odabrana dela
- Kreativna ekonomija (2024), Paraćin: Beograd: Institut za kreativno preduzetništvo i inovacija & Fondacija za razvoj ekonomske nauke
- Mikić, H., Radonjić-Živkov, E. (2023) Verre de Paraćin: Nostalgie cristalline, Beograd: Institut za kreativno preduzetništvo i inovacije
- Nova paradigma kreativne ekonomije (2022), Kulturni centar „Miloš Crnjanski“ & Institut za kreativno preduzetništvo i inovacije
- Mikić, H., Radonjić-Živkov, E. (2021) Privreda Paraćina: od mlina do savremene industrije, Paraćin: Zavičajni muzej Paraćin & Institut za kreativno preduzetništvo i inovacije.
- Measuring economic contribution of cultural industries: review and assessment of methodological approaches, UNESCO institute for statistics, Montreal, 2012.[мртва веза]
- Measuring economic contribution of cultural industries: case study Serbia, UNESCO institute for statistics, Montreal, 2015.
- Wider benefits of investment in the cultural heritage in South-East Europe, Council of Europe, 2015.